# Ljunga, Söderköping
Ljunga är en by i Skönberga socken i Söderköpings kommun, 4 kilometer sydöst om Söderköping.
Byn är främst känd för sitt gravfält. På en grusås fanns enligt uppgifter här tidigare över 200 gravar, gravhögar, stensättningar, en domarring samt en hustomtning. Ett 30-tal gravar undersöktes arkeologiskt 1905-1912 av Ture J:son Arne och Bror Schnittger. Fynden kunde visa att gravfältet varit i bruk från yngre bronsålder till vikingatid.
Idag anges att 106 fornlämningar finnas kvar synliga.